# Khors
Khors — украинская блэк-метал-группа, образованная в 2004 году в Харькове бывшим бас-гитаристом Astrofaes Khorus’ом. За время своего существования коллективом записано семь полноформатных альбомов, EP и три DVD, сыграно множество концертов в различных странах Европы и СНГ. Группа входит в ряд наиболее известных украинских метал-коллективов.

## История группы
Группа образована 2004 году бывшим бас-гитаристом Astrofaes Khorus’ом, который покинул коллектив с целью создания собственной группы. В августе 2004 года в группу в качестве ударника был приглашён Khaoth, бывший участник коллективов Hate Forest, Astrofaes и Tessaract. Позднее в состав группы был приглашен гитарист и вокалист Helg, который ранее был участником коллектива Runes Of Dianceht. Уже в конце 2004 года участники приступили к записи своего дебютного альбома The Flame of Eternity’s Decline на студии Audio Alchemia. Помощь в записи оказал клавишник блэк-метал-группы Nokturnal Mortum Saturious и бывший гитарист Nokturnal Mortum Wortherax. Работа над записью была закончена в начале 2005 года. Сведением и мастерингом альбома занимались на московской студии Buddha Cat. Альбом выходит в апреле 2005 года на лейбле Oriana Music. Осенью этого же года в группу вливается бывший участник Nagual Nort. Именно с его приходом формируется первый состав, и коллектив Khors начинает свою концертную деятельность.
После небольшого тура по городам Украины группа вновь отправляется в студию для записи очередного альбома. Работа над вторым альбомом была начата в феврале 2006 года на студиях M-Art и Audio Alchemia. В записи вновь принимали участие Saturious и Wortherax. Сведение и мастерингом занимались во всё той же московской студии Buddha Cat. Альбом получил название Cold и был выпущен силами Oriana Music в декабре 2006 года. В скором времени группа отправляется в тур по городам Украины и России.
Осенью 2007 года участники Khors отправляются на киевскую студию Blacklight для записи очередного альбома. Запись была закончена летом 2008 года. В это же время английский лейбл Heidenwut Production совместно с украинским Ancient Nation Productions выпускают альбом Cold на виниле, а Eclectic Productions выпускает DVD под названием Cold Ways, содержащий бутлег, снятый в ходе концертной деятельности группы. К концу 2008 года третий альбом, получивший название Mysticism, выходит в формате диджипак CD на американском лейбле Paragon Records , а в 2009 году российский лейбл Irond Records выпускает специальное издание альбома Mysticism для жителей стран СНГ. Группа отправляется в тур по городам Украины. В середине года в коллективе происходят первые изменения состава: гитариста Nort’а сменяет Warth, который ранее работал с группой Faces Of Death.
К записи своего четвёртого альбома коллектив приступает в феврале 2010 года в киевской студии Blacklight. Запись была завершена в июне этого же года. Альбом, получивший название Return To Abandoned, в декабре выходит на Paragon Records и на Irond Records специально для жителей стран СНГ. В этом же году Paragon Records выпускает переиздание первых двух альбомов The Flame of Eternity’s Decline и Cold, а английский Heidenwut Productions выпускает переиздание альбома The Flame of Eternity’s Decline. Летом 2010 года Helg вынужден покинуть Khors, а его место занимает Jurgis, бывший участник коллективов Gurgabs, Вайтмара и Faces Of Death. В 2011 году лейбл Eclectic Productions выпускает второй DVD группы под названием Winter Stronghold, а уже летом 2011 года гитарист группы Warth внезапно покидает команду, а на его место возвращается Helg, гитарист оригинального состава группы. Летом 2011 года группа выступает на фестивале Kilkim Žaibu в Литве, а позднее отправляется в первый европейский тур вместе со словацким коллективом Ancestral Volkhves.
В сентябре 2011 года коллектив приступает к записи своего пятого альбома снова на киевской студии BlackLight под руководством Shaddar и Warkhoros. Альбом получил название Wisdom Of Centuries (оригинальное название «Мудрість Століть») и стал первым украиноязычным релизом группы. В начале 2012 года группа подписывает контракт с английским лейблом Candlelight Records. В поддержку нового альбома группа дает ряд концертов, выступает на фестивалях OST fest и Metal Crush в Румынии, Noč Besov и Pagan fest в Словакии, на Oskorei fest и Metal Head’s Mission. Wisdom of Centuries был выпущен лейблом Candlelight Records 11 сентября 2012 года.
В 2013 году группа работает над новым материалом, параллельно занимаясь концертной деятельностью. Коллектив посетил с концертами Молдову, Польшу, Литву, Словакию, Беларусь, Голландию, выступал на фестивалях Kilkim Žaibu, Black Metal v Noc Kupały, Gothoom fest, Aurora Infernalis, Uzhgorerot.
Запись шестого альбома растянулась с января 2014 года до конца лета. По окончании записи группа выступает на чешском фестивале Hell Fast Attack, а осенью отправляется в словацкий тур вместе с коллективами Lunatic Gods и Silent Stream Of Godless Elegy.
В апреле 2015 года лейбл Candlelight Records выпускает шестой полноформатный альбом группы, который получил название Night Falls Onto The Fronts Of Ours (оригинальное название «І Ніч Схиляється До Наших Лиць»). Презентация альбома состоялась во Львове на Lemberg Black Mass и в Киеве на Kyiv Black Mass вместе с Inferno из Чехии и Besatt (Польша). В поддержку альбома группа выступает на украинских фестивалях Black Sea и Carpathian Alliance, на фестивале Gothoom в Словакии, а осенью отправляется в свой первый масштабный тур Night Falls Over Balkans вместе с украинским коллективом Apostate, в ходе которого посетила Молдову, Румынию, Болгарию, Сербию, Боснию и Герцеговину, Венгрию.
В 2016 году группа продолжила концертную деятельность в поддержку альбома Night Falls Onto The Fronts Of Ours, посетив с концертами чешские фестивали Carnival of Souls и Hell Fast Attack, впервые выступив в Германии на фестивале Dark Troll, выступив на французских фестивалях Ragnard Rock и Motocultor и закончив год выступлением на украинском фестивале Oskorei. Midvinter festival.
В конце января 2017 года группа отправляется в европейский тур Ragnard Winter Nights вместе с итальянской группой Selvans, посетив с концертами Италию, Швейцарию, Францию, Германию и Испанию, Словакию и Чехию.
В 2018 году начата работа над новым материалом, параллельно отмечается 10-ти летие альбома Mysticism, к которому была подготовлена специальная серия концертов 10 Mystified Years, а также мини альбом Beyond the Bestial (оригинальное название «За Межами Тваринного»), включающий 3 новые песни и перезаписанные версии 3-х песен из альбома Mysticism. Сыграны концерты на фестивалях Ashen Dominion, Ragnard Reborn, Тарас Бульба, Голосіївська Криївка, тур по Румынии и Молдове вместе с Barkasth и Raventale, зимний тур вместе с Raventale, Panychida (Чехия) и Thou Shell of Death (Эстония) в ходе которого состоялись концерты в Чехии, Словакии, Германии и Австрии. В декабре 2018 года группа отыграла эксклюзивный сет на фестивале Oskorei. Midvinter festival.
В 2019 году начата работа над новым альбомом. В феврале 2019 года, после концертов в Словакии и Чехии, Helg объявляет о своём решении покинуть группу. Ему на смену приходит гитарист Andres. Запись нового альбома назначена на осень 2019 года. 

## Дискография

### Студийные альбомы
- 2005 — The Flame of Eternity’s Decline (Oriana Music)
- 2006 — Cold (Oriana Music)
- 2008 — Mysticism (Paragon Records)
- 2010 — Return To Abandoned (Paragon Records)
- 2012 — Wisdom of Centuries (Candlelight Records)
- 2015 — Night Falls Onto the Fronts of Ours (Candlelight Records)
- 2020 — Where the Word Acquires Eternity (Ashen Dominion)

### EP
- 2018 — Beyond the Bestial (Ashen Dominion)

## Видеография

### DVD
- 2008 — Cold Ways (Eclectic Productions)
- 2011 — Winter Stronghold (Eclectic Productions)
- 2016 — Following The Years Of Blood (Eclectic Productions)

## Состав

### Нынешний состав
- Jurgis — вокал, гитара
- Andres — гитара
- Khorus — бас-гитара
- Khaoth — ударные

### Бывшие участники
- Helg — вокал, гитара
- Warth — гитара
- Nort — гитара

| Jurgis | Helg | Khorus | Khaoth |